# Mistrzostwa świata w baseballu mężczyzn
Mistrzostwa świata w baseballu – międzynarodowy turniej baseballowy, organizowany przez Międzynarodową Federację Baseballu w latach 1938–2011.
Pierwsze mecze o mistrzostwo świata w baseballu miały miejsce w 1938, w roku, w którym założono International Baseball Federation. Rozegrano wówczas pięć spotkań w Hull, Rochdale, Halifax i Leeds, pomiędzy reprezentacjami Wielkiej Brytanii i Stanów Zjednoczonych; Brytyjczycy zwyciężyli 4–1. Każdy z tych meczów oglądało 10 tysięcy widzów.
Mistrzostwa świata w baseballu do 1988 nosiły nazwę Amateur World Series i odbywały się co rok, dwa lub cztery lata, z wyjątkiem ośmioletniego okresu 1953–1961, kiedy to zespoły z Ameryki Północnej, które jako jedyne wówczas uczestniczyły w tym turnieju, rywalizowały na igrzyskach panamerykańskich. W 1970 po raz pierwszy od 1938 roku udział wzięły drużyny z Europy, Włochy i Holandia, zaś w 1972 dołączył pierwszy zespół z Azji, Japonia.
W 1973, po tym jak powstała konkurencyjna dla FIBA organizacja Federación Mundial de Béisbol Amateur (FEMBA), zorganizowano dwa oddzielne turnieje, Amateur World Series (FIBA) i Baseball World Cup (FEMBA). Z inicjatywy FEMBA odbyły się także zawody rok później. W 1976 ustalono, iż turniej rozgrywany będzie co dwa lata. W 1980 po raz pierwszy gospodarzem mistrzostw został kraj azjatycki.
W latach dziewięćdziesiątych mistrzostwa odbywały się co cztery lata, zaś od 2001 do 2011 co dwa. W 1998 zezwolono na udział w turnieju zawodnikom z lig zawodowych. Ostatnie mistrzostwa rozegrano w 2011, gdzie tytuł wywalczył zespół Holandii. Od 2013 mistrza świata wyłania turniej World Baseball Classic.

## Medaliści i 4. zespół turnieju
| Rok         | Miejsce finałów | Mistrz            | Wicemistrz        | 3. miejsce        | 4. miejsce        | Liczba drużyn |
| ----------- | --------------- | ----------------- | ----------------- | ----------------- | ----------------- | ------------- |
| 1938 wyniki | Wielka Brytania | Wielka Brytania   | Stany Zjednoczone |                   |                   | 2             |
| 1939 wyniki | Hawana          | Kuba              | Nikaragua         | Stany Zjednoczone |                   | 3             |
| 1940 wyniki | Hawana          | Holandia          | Nikaragua         | Stany Zjednoczone | Wenezuela         | 7             |
| 1941 wyniki | Hawana          | Wenezuela         | Kuba              | Meksyk            | Panama            | 9             |
| 1942 wyniki | Hawana          | Kuba              | Dominikana        | Wenezuela         | Meksyk            | 5             |
| 1943 wyniki | Hawana          | Kuba              | Meksyk            | Dominikana        | Panama            | 4             |
| 1944 wyniki | Caracas         | Wenezuela         | Meksyk            | Kuba              | Panama            | 8             |
| 1945 wyniki | Caracas         | Wenezuela         | Kolumbia          | Panama            | Nikaragua         | 6             |
| 1947 wyniki | Cartagena       | Kolumbia          | Portoryko         | Nikaragua         | Meksyk            | 9             |
| 1948 wyniki | Managua         | Dominikana        | Portoryko         | Kolumbia          | Meksyk            | 8             |
| 1950 wyniki | Managua         | Kuba              | Dominikana        | Wenezuela         | Panama            | 12            |
| 1951 wyniki | Meksyk          | Portoryko         | Wenezuela         | Kuba              | Dominikana        | 11            |
| 1952 wyniki | Hawana          | Kuba              | Dominikana        | Portoryko         | Panama            | 13            |
| 1953 wyniki | Caracas         | Kuba              | Wenezuela         | Nikaragua         | Dominikana        | 11            |
| 1961 wyniki | San José        | Kuba              | Meksyk            | Wenezuela         | Panama            | 10            |
| 1965 wyniki | Cartagena       | Kolumbia          | Meksyk            | Portoryko         | Panama            | 9             |
| 1969 wyniki | Santo Domingo   | Kuba              | Stany Zjednoczone | Dominikana        | Wenezuela         | 11            |
| 1970 wyniki | Bogota          | Kuba              | Stany Zjednoczone | Portoryko         | Kolumbia          | 12            |
| 1971 wyniki | Hawana          | Kuba              | Kolumbia          | Nikaragua         | Portoryko         | 10            |
| 1972 wyniki | Managua         | Kuba              | Stany Zjednoczone | Nikaragua         | Japonia           | 16            |
| 1973 wyniki | Hawana          | Kuba              | Portoryko         | Wenezuela         | Dominikana        | 8             |
| 1973 wyniki | Managua         | Stany Zjednoczone | Nikaragua         | Portoryko         | Kolumbia          | 11            |
| 1974 wyniki | Nowy Jork       | Stany Zjednoczone | Nikaragua         | Kolumbia          | Dominikana        | 9             |
| 1976 wyniki | Bogota          | Kuba              | Portoryko         | Japonia           | Nikaragua         | 11            |
| 1978 wyniki | Rzym            | Kuba              | Stany Zjednoczone | Korea Południowa  | Japonia           | 11            |
| 1980 wyniki | Tokio           | Kuba              | Korea Południowa  | Japonia           | Stany Zjednoczone | 12            |
| 1982 wyniki | Seul            | Korea Południowa  | Japonia           | Stany Zjednoczone | Chińskie Tajpej   | 10            |
| 1984 wyniki | Hawana          | Kuba              | Chińskie Tajpej   | Stany Zjednoczone | Japonia           | 13            |
| 1986 wyniki | Amsterdam       | Kuba              | Korea Południowa  | Chińskie Tajpej   | Stany Zjednoczone | 12            |
| 1988 wyniki | Rzym            | Kuba              | Stany Zjednoczone | Chińskie Tajpej   | Japonia           | 12            |
| 1990 wyniki | Edmonton        | Kuba              | Nikaragua         | Korea Południowa  | Portoryko         | 12            |
| 1994 wyniki | Managua         | Kuba              | Korea Południowa  | Japonia           | Nikaragua         | 16            |
| 1998 wyniki | Rzym            | Kuba              | Korea Południowa  | Nikaragua         | Włochy            | 16            |
| 2001 wyniki | Tajpej          | Kuba              | Stany Zjednoczone | Chińskie Tajpej   | Japonia           | 16            |
| 2003 wyniki | Hawana          | Kuba              | Panama            | Japonia           | Chińskie Tajpej   | 16            |
| 2005 wyniki | Rotterdam       | Kuba              | Korea Południowa  | Panama            | Holandia          | 18            |
| 2007 wyniki | Tajpej          | Stany Zjednoczone | Kuba              | Japonia           | Holandia          | 16            |
| 2009 wyniki | Nettuno         | Stany Zjednoczone | Kuba              | Kanada            | Portoryko         | 22            |
| 2011 wyniki | Panama          | Holandia          | Kuba              | Kanada            | Stany Zjednoczone | 16            |

## Klasyfikacja medalowa
| Miejsce | Zespół            | Złoto | Srebro | Brąz | Suma |
| ------- | ----------------- | ----- | ------ | ---- | ---- |
| 1       | Kuba              | 25    | 4      | 2    | 31   |
| 2       | Stany Zjednoczone | 4     | 7      | 4    | 15   |
| 3       | Wenezuela         | 3     | 2      | 4    | 9    |
| 4       | Kolumbia          | 2     | 2      | 2    | 6    |
| 5       | Korea Południowa  | 1     | 5      | 2    | 8    |
| 6       | Portoryko         | 1     | 4      | 4    | 9    |
| 7       | Dominikana        | 1     | 3      | 2    | 6    |
| 8       | Wielka Brytania   | 1     | 0      | 0    | 1    |
| 8       | Holandia          | 1     | 0      | 0    | 1    |
| 10      | Nikaragua         | 0     | 5      | 5    | 10   |
| 11      | Meksyk            | 0     | 4      | 1    | 5    |
| 12      | Japonia           | 0     | 1      | 5    | 6    |
| 13      | Chińskie Tajpej   | 0     | 1      | 3    | 4    |
| 14      | Panama            | 0     | 1      | 2    | 3    |
| 15      | Kanada            | 0     | 0      | 2    | 2    |